# Мария Бургундска (1298 – 1336)
Вижте пояснителната страница за други личности с името Мария.
Вижте пояснителната страница за други личности с името Мария Бургундска.
Мария Бургундска (на френски: Marie de Bourgogne, * 1298, † 25 март 1336) от Старата бургундска династия, е принцеса от Бургундия и чрез брак графиня на Бар.

## Произход
Тя е дъщеря на херцог Роберт II Бургундски (* 1272, † 1306) и Агнес Френска (* 1260, † 1327), дъщеря на френския крал Луи IX. Сестра е на Маргьорит, омъжена през 1305 г. за крал Луи X, и на Жана, омъжена през 1313 г. за крал Филип VI.
Погребана е в църквата „Св. Макс“ в Бар.

## Брак и потомство
∞ 11 февруари 1310 г. в Монбар за Едуард I дьо Бар (* 1295, † 1336 убит от жителите на Фамагуста) от Дом Скарпон, граф на Бар и на Мусон, и на Маргщорит дьо Шампан, по майчина линия внук на английския крал Едуард I и на Елинор Кастилска, от когото има един син и две дъщери:
- Беатрис дьо Бар (* ок. 1310, † ок. 1350, Мантуа), ∞ за Гуидо Гонзага (* 1290, Мантуа; † 22 септември 1369, пак там), подест на Мантуа 1328, 2-ри капитан на народа на Мантуа (1360 – 1369), господар на Реджо (1335 – 1369), кондотиер, от когото има петима сина и една дъщеря
- Анри IV дьо Бар (* 1315/1320, † 24 декември 1344), граф на Бар и на Мусон (1337 – 1344), ∞ 1338 за Йоланта Фландърска († 1395), дъщеря на Роберт дьо Дампиер, господар на Марл, и на Жана Бретанска, от която има двама сина.
- Елеонора дьо Бар († 15 септември 1333), ∞ 1330 за херцог Рудолф Лотарингски († 1346), най-големият син и наследник на херцог Фридрих IV и на Елизабет Австрийска, от когото има две близначки и един син